# Ingvar Karkoff
Ingvar Karkoff, född 14 september 1958 i Stockholm, är en svensk tonsättare och arrangör. Han är son till tonsättaren Maurice Karkoff. 
Ingvar Karkoff har studerat instrumentation för professor Gunnar Johansson och kontrapunkt för professor Valdemar Söderholm. Han fortsatte med studier i komposition vid Kungliga Musikhögskolan i Stockholm 1978–82, där Gunnar Bucht och Pär Lindgren var hans lärare, och Brian Ferneyhough gästlärare. Karkoff undervisade i gehör vid Edsbergs musikinstitut 1985–87 och instrumentation och teori vid Stockholms musikpedagogiska institut. Han har även varit lärare i instrumentation och komposition vid Kungliga Musikhögskolan 1986–92. Vid sidan av detta har han varit verksam som programvärd för önskeprogrammet Nya timmen i Sveriges Radio.
Karkoffs musik har framförts i Finland, Norge, de baltiska länderna, USA, Ryssland, före detta Jugoslavien, Ungern, Österrike, Frankrike, Portugal, Italien, Spanien, Israel och Japan. Han har representerat Sverige vid Ung nordisk musik-festivaler, vid de Nordiska musikdagarna och vid Sankt Petersburgs nutida musikfestival. Orkesterverken har framförts av de mest framträdande symfoniorkestrarna i Sverige; orkesterstycket Fenix beställdes och uruppfördes i Stockholm 1993 med Gennadij Rozjdestvenskij och Kungliga Filharmoniska Orkestern.

## Priser och utmärkelser
- 2001 – Mindre Christ Johnson-priset för Symfoni nr 1
- Gehrmans musikförlags Rosenborg-pris
- Kungliga Musikaliska Akademiens resestipendium
- Stockholms stads kulturpris

## Verkförteckning

### Orkesterverk
- Texture (1977–78)
- Ora (1986–87)
- Nostalgia (1988–89)
- Five Easy Pieces för liten orkester (1989–90)
- Three Orchestral Movements (1989–91)
- Intermezzo: Stjärnskuggor för stråkorkester (1991)
- Oregon (1992)
- Fenix (1992–93)
- Symfoni nr 1 (1994–95)
- Symfoni nr 2 (2002)
- Symfoni nr 3 (2005–06)

### Konserter
- The Celestial Bird för piano och stråkorkester (1986)
- Konsert för altsaxofon och slagverk (1988)
- Concerto per flauto e archi (1989)
- Dubbelkonsert för flöjt/altflöjt, violin och orkester (1989/94)
- Konsert för mandolin och kammarorkester (även i version för mandolin och mandolinorkester) (1996)
- Konsert för trumpet och orkester (1998) (även i version för trumpet och stor blåsorkester, 2001)
- Konsert för blockflöjt och blåsorkester (2000)
- Concertino för gitarr och stråktrio (2004)
- Dubbelkonsert för två violiner och stråkorkester (2007–08)

### Verk för liten orkester
- Tomorrow No One Knows för flöjt/piccola, altflöjt, sopransax, fagott, slagverk, 2 gitarrer, piano, violin och kontrabas (1978–79)
- Enhörningen, balett i tre delar, Dag Hammarskjöld in memoriam (1985)
- Chant, lek och epilog (1990–91)
- Carnavalito (1995)
- Reggae Beats (1999)
- Schicksal und Zufall för flöjt, trumpet, trombon, piano (eller cembalo) och stråkar (2009)

### Verk för blåsorkester
- Super flumina Babylonis för 10 brassinstrument (1977/2003)
- Process för blåsorkester, slagverk, kontrabas och piano (1979–80)
- Molnet för brassorkester (1990)
- Crazy Dances för symfonisk orkester (1993)
- Ceremonia angelica för brassorkester, pukor och slagverk (1995)
- Dream för film och blåsorkester (2000)
- Ouverture för blåsorkester (2003)

### Kammarmusik

#### Solo
- As the Wind Blows för oboe (1978)
- 4 stycken för luta (1985)
- Three Piano Pieces (1989)
- Deux danses exotiques I för saxofon (1990)
- Corde illuminate för piano (1991)
- A Siberian Tune, variationer för flöjt (1994)
- Poem för violin (1995)
- Tango step för trombon och stepskor (1996)
- Sonata for Guitar (Barcarole – Freewheelin – Nocturne) (1997/2003)
- Adjö, Herr Muffin för cello och recitatör (2003)

#### Duo
- Con inténsita för 2 violiner (1978)
- Rytmer för 2 slagverkare och tape (1982–83)
- 4 duetter för luta och altgitarr (1985)
- Four Pieces för luta och altgitarr (1985)
- Fyra stycken för flöjt och cello (1985)
- Night Pieces för altflöjt och harpa (1989)
- Meditations: Three Pieces för violin och piano (1989/92)
- Suite for alto saxophone and guitar (1989/93)
- Deux danses exotiques II, version för saxofon och 1 slagverk (1990)
- Epitaf för engelskt horn och harpa (även i version för oboe) (1993)
- Drömspel II för violin och piano (även i version för cello och piano) (1994/95)
- Tango flautando flöjt och& gitarr (1996)
- Largo för sopransaxofon och orgel (2000)
- Playground (Katten & Råttan – Jakten – Strutgubbe) för klarinett och vibrafon (2003)
- Gelland Suite för 2 violiner (2003)
- Largo för 2 violiner (2004)
- Transcendentala etyder för 2 violiner (2010)

#### Trio
- Pianotrio (1997)
- Canzona för violin, cello och piano (1997)
- Canzona  för violin, cello och piano (förkortad version, 1997)
- Tre änglar för 3 basgambor (1998)

#### Kvartett
- Stråkkvartett nr 1 (1987)
- Ricercare för saxofonkvartett (1988)
- Fiddle Music (Stråkkvartett nr 2) (1997)
- Quartet [The Alloys] to John-Edward Kelly för altsaxofon, cello, slagverk och piano (1999–2000)
- Mokam för stråkkvartett, stränginstrument och sång (2001)
- Sommarmusik för saxofonkvartett (2004)

#### Kvintett
- Repriser för blåsarkvintett och live-elektronik (1984)
- Variations on Gujarati för brasskvintett (1986)
- Adagio för sopransaxofon och stråkkvartett (2001)

#### Sextett
- Pianosextett (1999)

#### Ensemble
- Canon a 8 violini (1986)
- Svävan för flöjt/altflöjt, klarinett, slagverk piano, violin, viola och cello (1988/89)
- Parad för 8 blåsare och 1 slagverk (1993)

### Vokalmusik
- Två sånger för altröst och viola till text av Pär Lagerkvist (1977–79)
- Sömn och tomhet för mezzosopran, altflöjt, slagverk och elgitarr till text av Gunnar Ekelöf (1994)
- Quechua-sånger för sopran, flöjt, cello och piano (1995)
- Elden jag tände för sopran och& pianotrio (1996)
- Insekterna för sopran och pianotrio till text av Dámaso Alonso (1996)
- Blomskuggor för sopran, violin, cello och piano (1999)
- Jag skulle kunna för sopran och piano till text av tonsättaren (2004)

### Körmusik
- Super flumina Babylonis för 8-stämmig blandad kör, text på latin (1977)
- Molnetför blandad kör till text av Erik Johan Stagnelius (1990)
- Ödet och slumpen  för tenor solo och manskör till text av Erik Johan Stagnelius (1990)
- Ödet och slumpen för blandad kör till text av Erik Johan Stagnelius (1990)
- Vid havet för blandad kör och blåsorkester till text av Pär Lagerkvist (1996)
- Jämvikt för blandad kör med klarinett och gitarr till text av Federico García Lorca (2004)
- Ryttarsång för blandad kör med klarinett och gitarr till text av Federico García Lorca (2004)

### Elektroakustisk musik
- Kill him (1980)
- The Bells (1981)
- Hundarna (1981)
- Sarangi (1984–85)